# Charaxes echo
Charaxes echo är en fjärilsart som beskrevs av Butler 1867. Charaxes echo ingår i släktet Charaxes och familjen praktfjärilar. Inga underarter finns listade i Catalogue of Life.